# Lipová (ort i Tjeckien, Karlovy Vary)
Lipová är en ort i Tjeckien.   Den ligger i regionen Karlovy Vary, i den västra delen av landet, 140 km väster om huvudstaden Prag. Lipová ligger 508 meter över havet och antalet invånare är 595.
Terrängen runt Lipová är platt åt nordväst, men åt sydost är den kuperad.Runt Lipová är det ganska tätbefolkat, med 72 invånare per kvadratkilometer. Närmaste större samhälle är Cheb, 7,2 km nordväst om Lipová. Omgivningarna runt Lipová är en mosaik av jordbruksmark och naturlig växtlighet.